# Friedrich Ferdinand Suwe
Friedrich Ferdinand Suwe (* 6. Juli 1777 in Walkendorf; † 26. August 1851 in Lübeck) war ein deutscher Apotheker.

## Leben

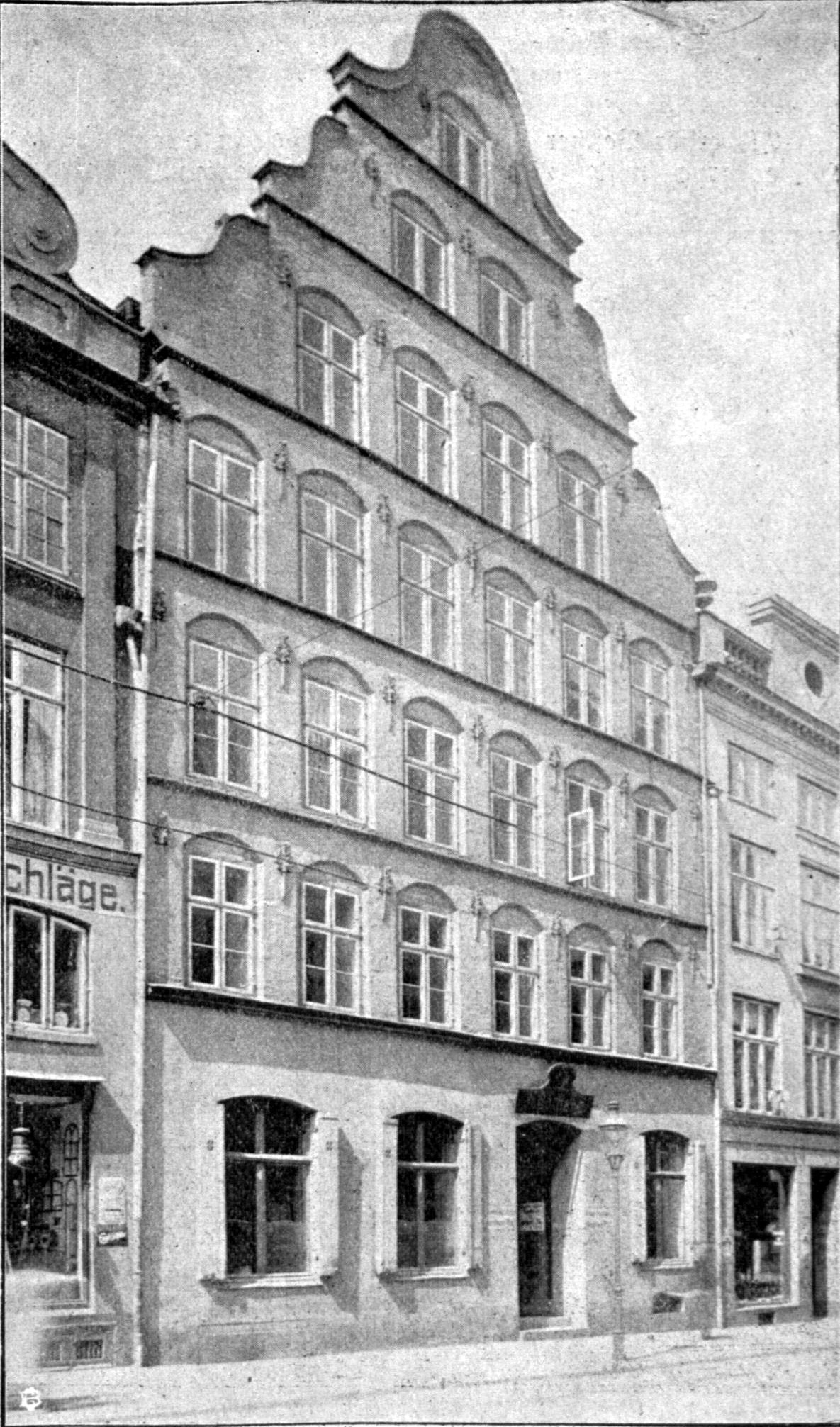
Suwes Apotheke vor dem Abriss 1911

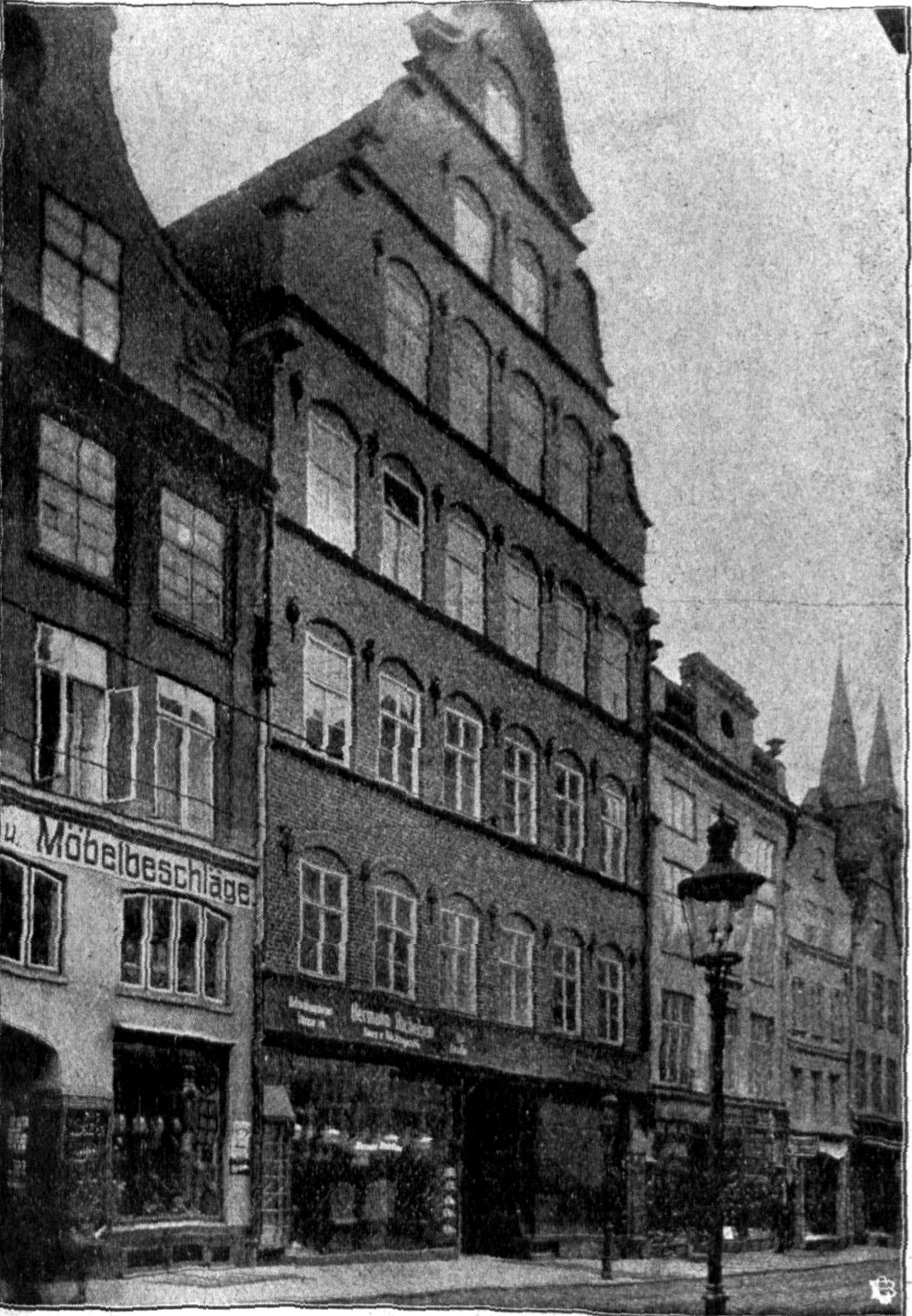
Neubau der Halbmond-Apotheke von 1912 an alter Stelle in der Sandstraße 16. Das Gebäude wurde beim Luftangriff auf Lübeck schwer beschädigt

Friedrich Ferdinand Suwe war Sohn und fünftes von zwölf Kindern des Predigers an der Dorfkirche Walkendorf und späteren Pastors in Gnoien Nicolaus Suwe. Suwe machte eine Apothekerlehre in Tessin und fand 1798 seine erste Anstellung in der Apotheke von Nyborg auf Fünen. 1799 wurde er Gehilfe des Ratsapothekers Zigra in Lübeck und blieb auch für dessen Nachfolger tätig. 1806, kurz vor Beginn der Lübecker Franzosenzeit erwarb er die Apotheke des früheren Apothekers und Krämers Petersen in der Holstenstraße. Der Niedergang des wirtschaftlichen Lebens in Lübeck beeinträchtigte die Selbstständigkeit Suwes und er musste bald wieder in der Ratsapotheke als Gehilfe aushelfen. 1812 hatte er sich wirtschaftlich wieder gefangen und erwarb ein Geschäftshaus in der Sandstraße 16, wo er unter dem 1806 von Petersen erworbenen Namen die Apotheke zum halben Mond eröffnete und als Ratsapotheker Lübecks bis zur Übergabe der Apotheke 1850 an seinen Mitarbeiter G. Schliemann führte. Suwe beschäftigte sich mit der Frage, wie aus Salzwasser Süßwasser gewonnen werden könne und experimentierte mit hierzu gedachten Apparaten, um die Überlebenschancen von Seeleuten zu erhöhen.
Die Halbmond-Apotheke, auch Suwes Apotheke genannt, befindet sich heute noch in gleicher Lage in Lübeck, allerdings in einem Neubau von kurz nach der Jahrhundertwende, der beim Luftangriff auf Lübeck 1942 schwer beschädigt und hinter den Resten der Fassade neu aufgebaut wurde.
Die Geschäftsunterlagen, insbesondere Rezepturen von 1847 bis 1900 befinden sich heute im Archiv der Hansestadt Lübeck.